# Превоз
Превоз или транспорт представља кретање људи, животиња или добара са једног места на друго. Видови превоза су ваздушни, железнички, друмски, водени, кабловски, цевоводни и свемирски. Превоз се такође може гледати подељен у инфраструктуру, возила и пословање. Превоз је важан, јер омогућава трговину између људи, што је основа за развој цивилизације.
Инфраструктура за превоз се састоји од одређеног броја инсталација, што укључује путеве, железнице, ваздушне и водене линије, канале и цевоводе, као и терминале као што су аеродроми, железничке станице, аутобуске станице, складишта, терминале, складишта за пуњења горива (укључујући пристаништа и бензинске пумпе) и луке. Терминали могу бити кориштени за размену путника и терета, као и за одржавање.
Возила која путују на овим мрежама су аутомобили, бицикли, аутобуси, возови, камиони, људи, хеликоптери, бродови и барже, свемирске летелице и ваздухоплови. Операције се баве начином на који се управља возилима и процедурама прописаним за ту сврху, укључујући финансирање, законитост и политику. У индустрији превоза, операције и власништво инфраструктуре могу бити јавни или приватни, зависно од државе и начина.
Путнички превоз може бити јавни, где оператори омогућавају сервисе по распореду, или приватни. Теретни превоз је постао фокусиран на контејнеризацију, иако се превоз расутих материјала користи за велике количине трајних роба. Превоз игра важну улогу у економском расту и глобализацији, а већина типова узрокује загађење ваздуха и заузима велике земљине површине. Иако у великој мери уз субвенцију владе, добро планирање превоза је основа за прављење тока саобраћаја и смањења гужви.

## Начин превоза
Начин превоза је решење које употребљава одређени тип возила, инфраструктуре и операције. Превоз особа или терета може укључивати један или неколико начина, с тим што се овај други случај зове интермодални или мултимодални превоз. Сваки начин има своје предности и мане, те се бира за употребу зависно од трошка, могућности и руте.

### Људи
Превоз људском снагом, облик одрживог превоза, јесте превоз људи или добара кориштењем људске снаге мишића, у облику ходања, трчања и пливања. Модерна технологија допушта машинама употребу људске снаге. Превоз људском снагом остаје популаран због мањих трошкова, слободног времена, физичких вежби и заштите околине; некад је то једини доступан облик, посебно у неразвијеним или неприступачним регијама.
Иако су људи могу да ходају без инфраструктуре, превоз може бити побољшан кориштењем путева, посебно када људи користе возила, попут бицикала. Возила на људски погон обухватају и помагала за кретање у различитим условима, као што су чамци на води, скије за путовање по снегу, чак и летелице на људски погон.

### Животиње
Превоз животињским погоном је кориштење радних животиња за премештање људи и добара. Људи могу јахати неку животињу директно, користити је као товарну за пренос добара, или их искористити самостално или у тиму, да вуку санке или запрежна кола.

### Ваздух
Ваздухоплов фиксних крила, уобичајено зван авион, јесте летелица тежа од ваздуха где је кретање ваздуха у односу на крила кориштено за узгон. Појам се користи за разликовање овог од хеликоптерa, авиона ротацијских крила, где кретање помичућих површина релативно на ваздух прави узгон. Жироплан је ваздухоплов који има истовремено и непомична и ротирајућа крила. Авион са фиксним крилима има распон од малих тренерских и рекреацијских ваздухоплова до великих авиокомпанија и војних теретних авиона.
Две ствари потребне за ваздухоплов су проток ваздуха преко крила ради узгона и површина за слетање. Већина ваздухоплова такође захтева аеродром са инфраструктуром ради оправке, обнављања, пуњења горивом и за укрцавање и искрцавање посаде, терета и путника. Док је велика већина ваздухоплова способна да се спушта на тло и подиже с тла, неки су у могућности спустити се на лед, снег и мирну воду.
Авијација је друга најбржа метода превоза, после ракете. Комерцијални џетови могу достићи до 955 , а једномоторни авион 555 . Авијација је у могућности да брзо превози људе и ограничене количине робе преко великих удаљености, али захтева велике трошкове и енергију; за кратке удаљености или за неприступачна места, могу се користите хеликоптери. Чланак из новина The Guardian од 28. априла 2009. године бележи да „СЗО процењује да у сваком тренутку има до 500.000 људи у авионима.“

### Железница
Железнички превоз је вид превоза где се воз креће дуж две паралелне челичне шине, познате као железничка пруга. Шине су учвршћене на прагове од дрвета, бетона или челика, да би задржале сталну удаљеност једна од друге. Овај склоп је ослања на баласт у виду туцаника, који је положен на темељ од компресоване земље и шљунка.
Воз се састоји из једног или више повезаних возила који оперишу на шинама. Погон се обично остварује помоћу локомотиве, за превоз серије вагона без напајања који могу носити путнике или терет. Локомотива може бити погоњена паром, дизелом или електричном струјом којом се напаја из електричног система. Алтернативно, неки или сви вагони могу бити напајани, што је познато као вишеструка јединица. Такође, воз може бити покретан коњском снагом, кабловима, гравитацијом, пнеуматиком и гасним турбинама. Покретани вагони се крећу са много мање трења од возила са гумама на асфалтираним путевима, што чини возове енергетски ефикасније, али ипак не толико ефикасне као што су бродови.
Међуградски возови су дуголинијске услуге које спајају градове; модерне железнице великих брзина су у могућности развијања брзина до 350 , али ово захтева посебно направљен колосек. Регионални и локални возови повезују градове са приградским и околним срединама, док се градски превоз одвија висококапацитетни трамвајима и метро возилима, често правећи окоснице градског јавног превоза. 
Теретни возови традиционално користе бокс-вагоне, захтевајући ручни утовар и истовар терета. Од 1960-их, контејнер возови су постали доминантно решење за опште терете, док се велике количине расутог терета превозе наменским возовима.

### Друм
Друм је препознатљива рута, односно пут, између два или више места. Путеви су обично поравнати, асфалтирани, или на други начин припремљени да допусте лако путовање; иако не требају бити, а историјски више цеста је било једноставно препознатљиво без било какве формалне конструкције или одржавања. У урбаним подручјима, цесте могу пролазити кроз град или село и бити назване као улице, служећи две функције као урбани услужни простор и као рута.
Најчешће друмско возило је аутомобил; путничко возило с точковима које са собом носи мотор. Остали корисници путева су аутобуси, камиони, мотоцикли, бицикли и пешаци. Од 2010. године било је 1,015 милијарди аутомобила широм света. Путни промет нуди потпуну слободу корисницима. Ова флексибилност промена у локацији, смеру, брзини и распореду путовања није доступна за остале начине превоза, укључујући и могућност сервиса од-врата-до-врата.
Аутомобили пружају високу флексибилност са малим капацитетом, али захтевају високо кориштење енергије и површине, те су главни извор буке и загађења ваздуха у градовима; аутобуси допуштају ефикасније путовање са губитком на смањеној флексибилности. Друмски превоз камионима је често почетна и крајња фаза теретног превоза.

### Вода
Водени превоз је кретање у смислу воденог превозног средства попут барке, брода, пловила или једрилице кроз водену површину, попут мора, океана, језера, канала или реке. Потреба за пловности је честа за водени превоз, правећи труп доминантним аспектом ове конструкције, одржавања и изгледа.
У 19. веку први пароброд је развијен, користећи парни мотор за вожњу точкова са лопатицама или пропелера за покретање брода. Пара је произвођена у бојлеру користећи дрво и угаљ и доводи се кроз парни спољни мотор са унутрашњим сагоревањем. Сада већина бродова има унутрашњи мотор с унутрашњим сагоријевањем користећи благо рефинирани тип петролеја звани бункер гориво. Неки бродови, као што су подморнице, користе нуклеарну енергију да произведу пару. Рекреацијска или едукацијска лађа и даље користи моћ ветра, док неке мање лађе користе унутрашње моторе СУС да возе један или више пропелера, или у случају млазних пловила, унутрашњи водени млазњак. У плитким газ подручјима, летелица на ваздушном јастучету се покреће великим потискивачким вентилаторима.
Иако спор, модерни морски превоз је високо ефикасна метода превоза великих количина добара. Комерцијална возила, скоро 35.000 у броју, носила су 7,4 милијарде тона робе у 2007. години. Превоз водом је значајно јефтинији него ваздушни превоз за трансконтинентално морепловство; кратколинијско морепловство и трајекти остају одрживи у приобалним подручјима.

### Остали начини
Превоз цевоводима шаље добра кроз цеви; најчешће се шаљу течности и гасови, али пнеуматске цеви такођер могу слати чврсте капсуле користећи компресовани ваздух. За течности/гасове, било која стабилна течност или гас може бити послат кроз цевовод. Систем кратких растојања постоје за канализацију, цистерне, воду и пиво, док се мреже на већом удаљеностима користе за нафту и природни гас.
Кабловски превоз је начин превоз при коме се возила померају кабловима уместо унутрашњим извором снаге. Најчешће се користи са стрмим нагибима. Типична решења укључују ваздушни трамвај, лифтове, ескалаторе и ски-лифтове; неки од ових су такођер категоризирани као конвејерски превоз.
Свемирски лет је превоз ван Земљине атмосфере у спољни свемир кориштењем свемирских летелица. Док су велике количине истраживања отишле у технологију, ретко се користе осим да поставе сателите у орбиту, те ради извршења научних експеримената. Ипак, човек се спустио на Месец, а сонде су послате на све планете Сунчевог система.
Подорбитални свемирски летови су најбржи од постојећих и планираних превозних система са места на Земљи према удаљеним местима на Земљи. Бржи превоз може бити постигнут кроз део ниске Земљине орбите, или да трајекторија буде још бржа користећи пропулзију ракете која то усмерава.

## Елементи

### Инфраструктура
Инфраструктура је фиксна инсталација која допушта возилу да делује. Састоји се од пута, терминала и постројења за паркирање и оправку. За жељезницу, цевоводе, цесту и кабловски превоз, целокупан пут којим возило путује мора бити изграђен. Ваздушни и водени бродови имају могућност да избегну овај захтев, јер ваздушна линија и морска линија не морају да буду направљене. Ипак, они захтевају фиксну инфраструктуру на терминалима.
Терминали као што су аеродроми, луке и станице, локације су где путници и роба могу бити пребачени са једног возила, или начина превоза, на друго (други начин). За путнички превоз, терминали интегришу различите начине да пруже возачима размену узимања предности сваког начина превоза. На пример, ваздушна лука жељезничких веза спаја аеродроме са градским центрима и предграђима. Терминали за аутомобиле су паркиралишта, док аутобуси и вагони могу могу оперисати са једноставним местима заустављања. За терете, терминали делују као претоварне тачке, иако се неки терети превозе директно са тачке производње до тачке кориштења.
Финансирање инфраструктуре може бити јавно или приватно. Превоз је често природни монопол и потреба јавности; цесте, те у неким државама жељезничке пруге и аеродроми, финансирају се кроз порез. Нови пројекти инфраструктуре могу имати велики трошак, те се често финансирају кроз дуг. Већина власника инфраструктуре зато намећу накнаде кориштења, као што су накнаде за слетање на аеродромима, или на наплатним рампама на путевима. Независно од тога, власти могу наметнути порез на куповину или употребу возила. Због лоше прогнозе и прецењивања броја путника од стране планера, постоји често и мањак бенефиција за пројекте превозне инфраструктуре.

### Возила
Возило је сваки неживи уређај који се користи за померање људи и добара. За разлику од инфраструктуре, возило се помера заједно са теретом и возачима. Све док није погоњено кабловима или мишићном снагом, возило мора пружити властиту пропулзију; ово је најчешће остварено кроз парни мотор, мотор са унутрашњим сагоревањем, електромотор, млазњак или ракету, иако друге методе пропулзије такође постоје. Возилима је такође неопходан систем претварања енергије у кретање; ово је најчешће урађено кроз точкове, пропелере и притисак.
Возилима најчешће управља возач. Ипак, неки системи, као што су покретачи људи и неки брзи транзити, у потпуности су аутоматизовани. За путнички превоз, возило мора имати одељак за путнике. Једноставна возила, као аутомобили, бицикли или једноставни ваздухоплов, могу имати једног од путника као возача.

### Операција
Приватни превоз је једино субјекат власника возила, који управља возилом самостално. За јавни и превоз терета, операције се раде кроз приватно предузетништво или од стране владе. Инфраструктура и возила могу бити поседована и кориштена од стране исте компаније, или њима исто тако могу управљати разни други ентитети. Традиционално, већина држава је имала националну авио компанију и националну жељезницу. Од 1980-их, већина ових је била приватизована. Међународни утовар остаје високо-компетитивна индустрија са мало регулације, али луке могу бити јавно власништво.

## Функције
Превоз путника и робе су најчешћи начини кориштења превоза. Ипак, постоје и остале врсте употребе, попут стратегијске и тактичке релокације оружаних снага током рата, или цивилне мобилне конструкције или опреме за хитну помоћ.

### Путници
Путнички превоз, или путовање, подељен(о) је у јавни и приватни превоз. Јавни превоз је сервис распоређен по одређеним рутама, док је приватни превоз возилима која омогућавају ad hoc услуге према жељи путника. Овај други нуди бољу флексибилност, али мањи капацитет и има већи утицај на околину. Путовање може бити део дневних миграната, за бизнис, разоноду или миграције.
Превозом на краће удаљености доминира аутомобилски саобраћај и масовни транзит. Овај други се састоји од аутобуса у сеоским подручјима и мањим градовима, допуњен са приградским шинама, трамвајима и брзим транзитом у већим градовима. Превоз на веће удаљености укључује кориштење аутомобила, возова, аутобуса и авиона, од којих је овај задњи постао најдоминантнији превоз кориштен за дужа путовања, укључујући и интерконтинентална путовања. Интермодални превоз путника је онај где је пут остварен кориштењем неколико начина превоза; пошто сав људски превоз нормално почиње и завршава ходањем, сваки се путнички превоз може сматрати интермодалним. Јавни превоз може такође укључивати средњу промену возила, унутар или широм режима рада, на превозном чворишту, као што је аутобуска или жељезничка станица.
Такси возила и аутобуси се могу наћи на оба краја спектра јавног превоза. Аутобуси су јефтинији начин превоза, али нису веома флексибилни, а такси возила су флексибилнија, али су скупља. У средини је превоз осетљиве потражње, који нуди и флексибилност и исплативост.
Међународно путовање може бити ограничено за неке особе због законодавства и визних захтева.

### Бродарство
Бродски превоз, или бродарство, јесте кључ у вредносном ланцу у производњи. Са повећаном специјализацијом и глобализацијом, производња је лоцирана много даље од потрошње, чиме се брзо повећава потражња за превозом. Док се сви начини превоза користе за теретни превоз, постој велика разлика између природе разних типова теретног превоза Логистика обухвата целокупан процес премештања производа од произвођача до потрошача, укључујући спремање, превоз, претовар, складиштење, руковање материјалима и паковање, са повезаном разменом информација. Inkoterm се бави руковањем плаћања и одговорношћу ризика током превоза.
Контејнеризација, са стандардизацијом ИСО контејнера на свим возилима и на свим прикључцима, револуционализовала је међународну и унутрашњу трговину, нудећи велику редукцију у трошковима претовара. Традиционално, сав терет се морао ручно утоварати и истоварати унутар сваког брода или возила; контејнеризација допушта аутоматизовано руковање и трансфер између начина, и стандардизоване величине допуштају пораст у економији обима у управљању возилом. Ово је био један од кључних руководећих фактора у међународној трговини и глобализацији од 1950-их.
Превоз расутог материјала је у уобичајен за терете којима се може управљати грубо без узроковања њихове детериорације; типични примјери су руда, угаљ, житарице и нафта. Због униформности производа, машинско управљање може омогућити великим квантитетима да се помичу веома брзо и ефикасно. Ниска вредност терета комбинована са великом запремином такође значи да економије обима постаје есенцијална у превозу, и стога се гигантски бродови и читави возови обично користе за превоз расутог материјала. Течни производи са довољном запремином могу такође бити превожени цевима.
Ваздушни превоз је постао чешћи за производе високе вриједности; док је мање од један посто светског превоза по запремини преко авио-компанија, оно по вредности износи четрдесет посто. Време је постало посебно важно у смислу принципа као што су пролонгирање и управо-на-време у ланцу вредности, што је резултирало високој спремности да се плати за брзу испоруку кључних компоненти или елемената високог односа вредности и тежине. Осим поште, опћи предмети који се шаљу авионом обухватају електронику и модну одећу.

## Историја
Први људски начини превоза били су ходање и пливање. Припитомљавање животиња уводи нови начин полагања терета превоза на снажнија створења, омогућавајући вучу тежих оптерећења, или да људи јашу животиње ради веће брзине и дужине трајања. Изуми као што су точак и саонице помогли су да се животињски превоз ефикасније искористи кроз увођење возила. Такође водени превоз, укључујући пловила на весла и једра, датирају уназад од памтивека, и била су једини ефикасан начин за превоз великих количина преко великих удаљености прије индустријске револуције.
Први облици друмског превоза били су коњи (доместиковани у 4. или 3. миленијуму п. н. е), volovi (од око 8000 п. н. е) или људи носе робу преко прљавих стаза које су често пратиле стаза дивљачи. Поплочани путеви су изграђени од стране многих раних цивилизација, укључујући Месопотамију и цивилизацију долине Инда. Персијска и Римска империја правиле су цесте од камених плоча да би омогућиле војскама да путују веома брзо. Дубоки трупови пута ломљеног камена испод осигуравају да су путеви стално суви. Средњовековни Калифат је касније је правио катрански-асфалтиране путеве. Први пловни објекти су кануи направљени од балвана. Рани водени превоз био је оствариван помоћу бродова који су било покретани веслима или су користили ветар за погон, или комбинација та два приступа. Важност воде је довела је до тога да је већина градова који су расли као места за трговину били лоцирани на рекама или близу мора, често на укрштањима водених токова. Све до индустријске револуције, превоз је остао спор и скуп, те су производња и кориштење су били лоцирани што ближе једно другом.
Индустријска револуција у 19. веку произвела је велики број изума који су фундаментално изменили превоз. Са телеграфијом, комуникација је постала тренутна и независна од превоза. Изум парне машине, блиско праћен њеном применом у жељезничком превозу, направио је превоз независним од људског или животињског погона. И брзина и капацитет су се брзо повећали, допуштајући специјализацију кроз производњу која је била лоцирана независно од природних ресурса. У деветнаести веку су такође развијени пароброди, чиме је убрзан глобални превоз.
Са развојем мотора са унутрашњим сагоревањем и аутомобила на прекретници у 20. век, друмски промет је постао у знатној мери одрживији, допуштајући увођење механичког приватног превоза. Први ауто-путеви су конструисани током 19. века од макадама. Касније, асфалт и бетон постали су доминантни материјали за поплочавање. Године 1903, први управљани авион је представљен, а након Првог светског рата, то је постао брз начин за превоз људи и добара на велике удаљености.
Након Другог светског рата, аутомобили и ваздушне линије узели су веће уделе у превозу, смањујући жељезнички и водени превоз на пребацивање терета и краћа путовања путника. Научни свемирски лет је покренут 1950-их, са брзим растом до 1970-их, када је интерес опао. У 1950-тим, увођење контејнеризације довело је до масивног повећања ефикасности у теретном саобраћају, дозвољавајући глобализацију. Међународно путовање ваздухом постало је још приступачније током 1960-их, са комерцијализацијом млазног мотора. Заједно са порастом заступљености аутомобила и путевима, дошло је до смањења потражње за жељезничким и воденим превозом. Након увођења Шинкансена у Јапану у 1964. години, високобрзинска жељезница у Азији и Европи почела је да привлачи путнике на дуголинијске руте са ваздушних линија.
Раније у историји САД, већина аквадуката, мостова, канала, жељезница, цести и тунела били су у поседу приватних деоничких корпорација. Већина такве инфраструктуре превоза дошла је под контролу владе у касном 19. и раном 20. веку, кулминирајући у национализацији међуградског путничког жељезничког сервиса и креирањем Амтрака. Недавно, ипак, покрет за приватизацију путева и остале инфраструктуре добио је нешто замаха и присталица.

## Утицај

### Економија
Превоз је кључна потреба за специјализацију која омогућава да се производњу и конзумирање производа одвијају на различитим локацијама. Превоз је кроз историју био подстицај за проширење; бољи превоз допушта више трговине и веће ширење људи. Економски раст је увек био зависан од повећања капацитета и рационалности превоза. Међутим инфраструктура и операција превоза има снажан утицај на земљу и највећи је исцрпљивач енергије, правећи одрживост превоза главним проблемом.
Услед начина на који модерни градови и друштва планирају и руководе постоји физичка сепарација између дома и посла, форсирајући људе да се превозе на места рада или студирања, као и да се привремено релоцирају за друге дневне активности. Путнички превоз је такође основа туризма, знатног дела рекреативног превоза. Привреда захтева превоз људи ради обављања послова, било како би се омогућила директна комуникација при доношењу важних одлука или за кретање специјалиста из њихових регуларних места рада на места на којима су потребни.

### Планирање
Планирање превоз омогућава високу употребу и мањи утицај у погледу нове инфраструктуре. Користећи моделе прогнозирања превоза, планери су у могућности да предвиде будуће обрасце превоза. На оперативном нивоу, логистика омогућава власницима терета да планирају превоз као део ланца снабдијевања. Превоз као поље се студира кроз економију превоза, окосница за стварање регулативе политике власти. Прометно инжењерство, потдисциплина грађевинског инжењерства, мора узети у обзир генерацију путовања, дистрибуцију путовања, избор начина и задатак пута, док се оперативни ниво управља кроз друмско прометно инжењерство.
Због негативних утицаја који производи, превоз често постаје предмет контроверзи везаних за избор начина, као и повећаног капацитета. Аутомобилски превоз се може видети као као трагедија заједничких добара, где флексибилност и удобност за појединце могу погоршати природне и градске средине за све. Густина развоја зависи од начина превоза, са јавним превозом који допушта боље просторно кориштење. Добра употреба тла држи заједничке активности близу људских кућа и места високогустог развоја ближе превозним линијама и чворовима, да смањи потребу за превозом. Постоје економије агломерације. Изван превоза, нека кориштења земље су ефикаснија када су груписана. Објекти намењени превозу заузимају земљу, те у градовима, тротоаре (улице и паркинг) могу лако прећи 20% укупне употребе земље. Ефикасан превозни систем може смањити траћење земљишта.
Превише инфраструктуре и превише поравнавања ради максималне пропусности возила има за последицу да у многим градовима постоји превише гужви и многих (ако не свих) негативних учинака који долазе с тим. Само у последњих неколико година традиционалне праксе су почеле да се доводе у питање у многим местима, а као резултат нових врста анализа које упошљавају много шири спектар струка од оних на које се традиционално ослањало у премошћавању области као што су анализа утицаја на животну средину и јавно здравље. Социолози као и економисти у све већој мери доводе у питање одрживост старих решења мобилности. Европски градови предњаче у овим транзицијама.

### Околина
Превоз доводи до великог кориштења енергије и њиме се троши највећи део светске нафте. Ово узрокује загађење ваздуха, укључујући азотне оксиде и прашину, те је такође значајан доприносилац глобалном загревању услед емисије угљен-диоксида, за који је превоз најбрже растући емисијски сектор. Према подсектору, друмски промет је највећи узрок глобалном отопљењу. Закони о заштити животне средине у развијеним земљама редуковали су индивидуалне емисије возила; ипак, ово је надокнађено повећањем броја возила и у употребом сваког возила. Додатни начини значајног смањења емисије угљика друмских возила се изучавају. Кориштење енергије и емисије варирају увелико између начина, узрокујући да еколози позивају на прелаз са ваздушног и друмског промета на жељезнички превоз и онај којим управља човек, као и на повећану електрификацију превоза и ефикасност енергије.
Други утицаји na животну средину превозних система обухватају saobraćajne gužve i automobilski orijentirano širenje gradova, što zauzima prirodna staništa i poljoprivredna тла. Смањењем емисије превоза глобално, претпоставља се да би се остварио значајан позитивни учинак на квалитет ваздуха Земље, те смањење учесталости киселих киша, смога и климатских промена.